# Jean-Henry Roussel de la Bérardière

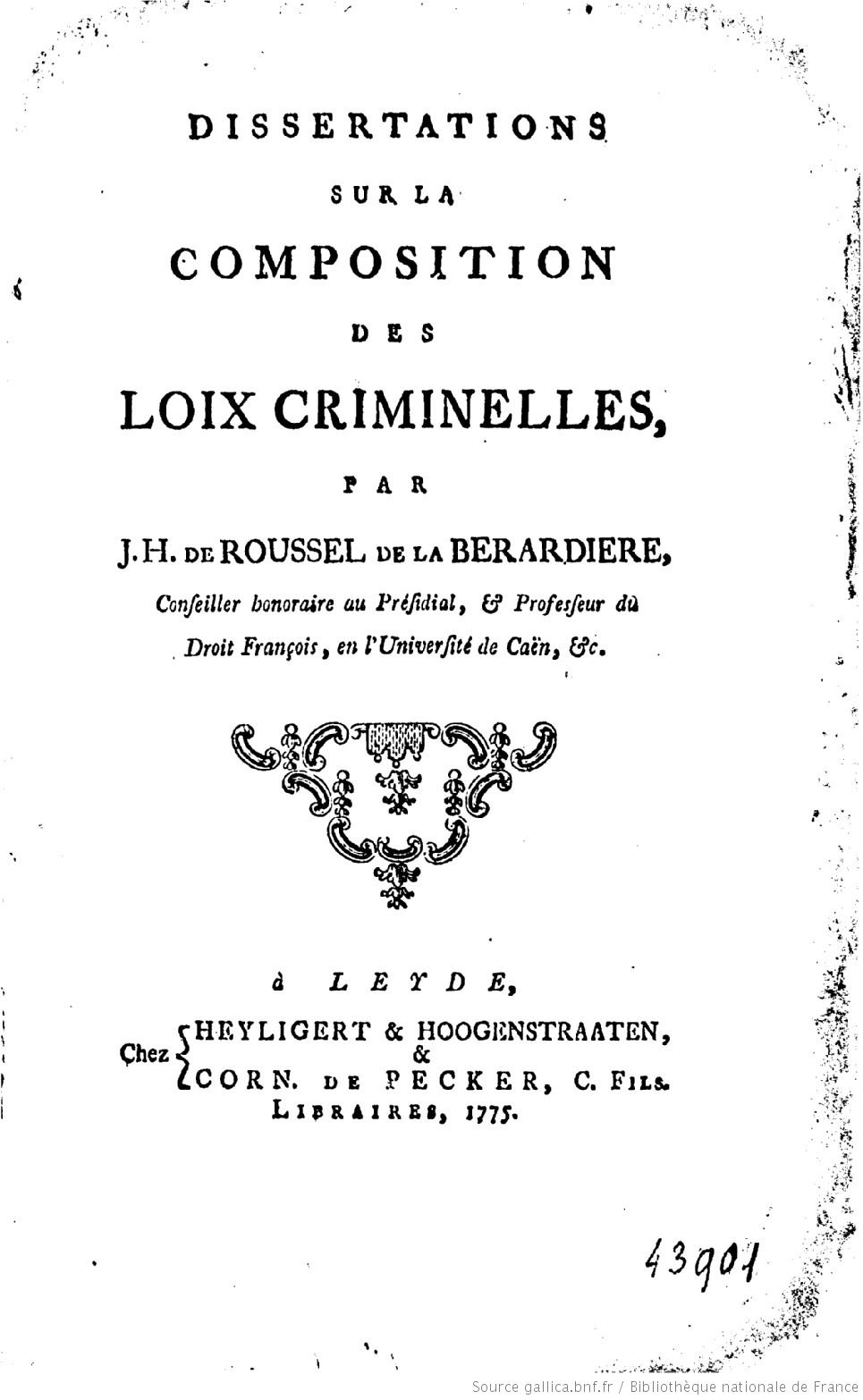

Jean-Henry Roussel de la Bérardière est un professeur de droit, avocat, et jurisconsulte français, né le 9 novembre 1727 à Rouen en France, mort le 13 décembre 1801 au manoir de la Bérardière à Saint-Bômer-les-Forges dans le département de l'Orne. 

## Biographie
Jean-Henry Roussel de la Bérardière est le fils de Henri-Claude Roussel de la Bérardière (né le 4 octobre 1669), conseiller et Secrétaire du Roi, maison et couronne de France, lieutenant criminel à Domfront, et de Marie-Henriette de Beaurepaire. Professeur royal de droit français à l'Université de Caen (1762-1791), reçu en 1770 à l'Académie des sciences, arts et belles-lettres de Caen, avocat au Bailliage de Caen, membre de l'Académie de Mantoue, il est aussi l'auteur de plusieurs ouvrages de droit influencés par la pensée de Montesquieu et De l'esprit des lois qu'il cite à plusieurs reprises. Il se marie avec Éléonore Tenesson le 21 février 1750.

## Résidences
- Rue de l'Odon (actuelle rue Vauquelin), à Caen[2].
- Manoir de la Bérardière, à Saint-Bômer-les-Forges, dans l'Orne.

## Publications
- Dissertation sur la composition des loix criminelles, par J.-H. de Roussel de La Bérardière,..., Leyde, Heyligert et Hoogenstraaten, 1775.
- Institution au droit de Normandie ; ou Conférence des principes des Institutes de Justinien avec le droit françois, & en particulier avec le droit de Normandie, Caen, Imprimerie de Jean-Claude Pyron, 1782.
- Plan détaille de législation criminelle, : ouvrage ci-devant destiné au concours, pour le prix proposé sur cette matière par la Société Œconomique de Berne, Caen, Chez G. Le Roy, M.DCC.LXXXIX [1789].